# Chersobius

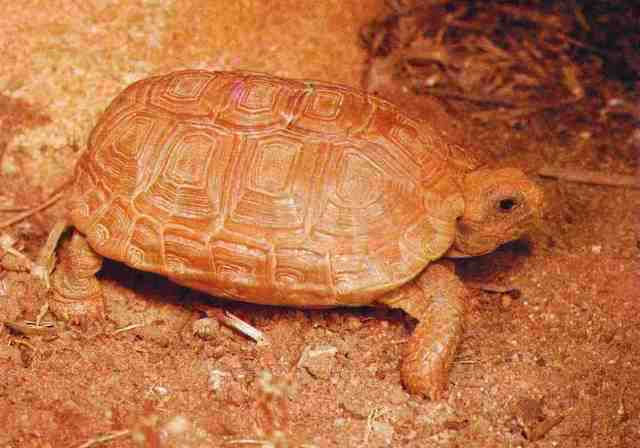
Imagem de Chersobius boulengeri

Chersobius é um gênero de tartarugas  da família Testudinidae, endêmica da África Austral. O gênero inclui umas das menores tartarugas do mundo. Todas as três espécies deste gênero foram previamente atribuídas ao gênero Homopus.

## Nomenclatura
Como um grupo, essas espécies intimamente relacionadas são comumente conhecidas na Europa e na África como padlopers (originalmente significando "caminhantes" em Africâner), devido ao seu hábito de fazer pequenos caminhos através da vegetação. Em outras partes do mundo, como nos Estados Unidos, são conhecidas como Cape tortoises (tartarugas do Cabo).

## Distribuição
O gênero é nativo e endêmico do sul da África, tendo uma das espécies endêmicas apenas na África do Sul, outra apenas na Namíbia, e uma terceira possivelmente habitando a região de fronteira entre os países citados acima.

## Espécies
O gênero contém as seguintes espécies:
- C. boulengeri, da região de Karoo.[3]
- C. signatus (speckled padloper ou speckled tortoise), da região da costa oeste da África do Sul, a menor espécie de tartaruga do mundo.
- C. solus (anteriormente H. bergeri), do sul da Namíbia.[4]